# Šogo Kamo
Šogo Kamo (japonsko 加茂 正五), japonski nogometaš, * 12. december 1915, Šizuoka, Japonska, † 14. september 1977.
Za japonsko reprezentanco je odigral dve uradni tekmi.